# 무동이네 집
《무동이네 집》은 1991년 4월 27일부터 1992년 11월 11일까지 방영된 MBC 가족 드라마다.

## 방송 시간
| 방송 채널 | 방송 기간                          | 방송 시간                |
| MBC TV    |                                    |                          |
| --------- | ---------------------------------- | ------------------------ |
| MBC TV    | 1991년 4월 27일 ~ 1991년 10월 5일  | 매주 토요일 저녁 6시 5분 |
| MBC TV    | 1991년 10월 9일 ~ 1992년 11월 11일 | 매주 수요일 밤 8시 5분   |

## 줄거리
대가족을 이루고 사는 한 가정을 무대로 핵가족에 익숙해져 있는 현대인들에게 가족의 의미를 심어줄 드라마. 네 딸을 둔 강만성과 두 아들을 둔 서금순이 재혼하면서 만들어진 가정에서 일어날 수 있는 갖가지 해프닝을 풋풋하게 그렸다.

## 등장 인물

### 주요 인물
- 김무생 : 강만성 역 - 아버지, 대령 출신의 정비소 사장
- 정영숙 : 서금순 역 - 어머니

### 강만성 자녀들
- 현석 : 방재인 역 - 강만성의 첫째 사위
- 견미리 : 강하나 역 - 강만성의 첫째 딸
- 최유라 : 강두나 역 - 강만성의 둘째 딸
- 김은정 : 강유나 역 - 강만성의 셋째 딸
- 김민희 : 강성진 역 - 강만성의 막내 딸
- 이재석 : 방무동 역 - 방재인과 강하나의 아들 (아역)

### 서금순 자녀들
- 최민수 : 수현 역 - 서금순의 첫째 아들
- 김진만 : 주현 역 - 서금순의 둘째 아들

### 그 외 인물
- 김영옥 : 강만성의 장모 역
- 김혜선 : 채경 역 - 수현의 애인
- 이효정 : 동준 역 - 강만성의 둘째 사위, 강두나의 남편
- 김원희 : 주현의 대학 친구 역
- 장동건 : 주현의 대학 친구 역
- 손지창
- 김기일
- 강인덕
- 이미경
- 이상철
- 김명수
- 최종식
- 정혜욱
- 엄성모
- 정성모
- 이경순
- 배영옥
- 신충식
- 박형준
- 임유진

## 에피소드 목록
제1화 러브레터 소동(전편)
제2화 러브레터 소동(후편)
제3화 아빠 우리 아빠
제4화 어떤 외츌
제5화 바람 부는날
제6화 유월의 행진곡(전편)
제7화 유월의 행진곡(후편)
제8화 빈자리
제9화 한지붕 한가족
제10화 무동이하고 마리하고
제11화 초록빛 손수건
제12화 별하나 나하나(전편)
제13화 별하나 나하나(후편)
제14화 내사랑 미스팽
제15화 결혼반대
제16화 햇볕은 쨍쨍 모래알은 반짝
제17화 오누이 별곡(전편)
제18화 오누이 별곡(후편)
제19화 도둑소동
제20화 모델이모
제21화 아빠의 가을
제22화 어른들은 몰라요
제23화 희망사항
제24화 보통남자 보통여자
제25화 따로 또 같이
제26화 가을꽃 향기는 바람에 날리고
제27화 장밋빛 인생(전편)
제28화 장밋빛 인생(후편)
제29화 남자의 계절
제30화 또 하나의 연가
제31화 오줌싸개의 사랑
제32화 멀고도 험하여라 사랑의 길이여
제33화 당신은 누구시길래
제34화 엄마 나 사랑해?
제35화 낙방
제36화 아기 돌보기(전편)
제37화 아기 돌보기(후편)
제38화 엄마의 생일
제39화 설특집-착각 하셨습니다(전편)
제40화 착각 하셨습니다(후편)
제41화 산다는게 다 그런거지
제42화 혼수문제
제43화 엽서전시회
제44화 전화소동
제45화 공대써클
제46화 남편의 구박
제47화 날아라 병아리
제48화 연상의 연인
제49화 나이가 뭐길래
제50화 꽃내음(전편)
제51화 꽃내음(후편)
제52화 수학문제
제53화 윤희의 짝사랑
제54화 유나를 위해서라면
제55화 치통
제56화 연애시대
제57화 과외하기
제58화 결혼기념일
제59화 컴퓨터는 내친구
제60화 지창의 사진
제61화 사는게 뭔지
제62화 여름날의 약몽
제63화 무용가의 꿈
제64화 싫증난 컴퓨터
제65화 박수가 없을땐 떠나지(전편)
제66화 박수가 없을땐 떠나지(후편)
제67화 아직 젊으시죠?
제68화 주현은 스무살
제69화 엄마 나도 있다구요
제70화 지창 지리산가다
제71화 화가가 될래요
제72화 (마지막회) 사랑하는 나의 가족

## 참고 사항
- 등장인물들이 서로를 바라보는 시선을 묘사하여, 진부한 소재로 치부되기 십상인 '가족'이라는 소재로 시청자에게 새로운 즐거움을 주었다는 평을 받았다.[2]
- 박준하의 정규 1집 타이틀곡 너를 처음 만난 그때가 해당드라마 OST로 삽입되었다.